# Chorog
Chorog (tádžicky Хоруғ, persky خاروغ) je město a správní středisko autonomní oblasti Horský Badachšán v Tádžikistánu. Žije zde 30 300 obyvatel (2019).

## Geografie
Město se nachází v jihozápadní části Tádžikistánu a hraničí s Afghánistánem. Leží v nadmořské výšce 2 200 metrů nad mořem na soutoku řek Pandž a Gunt, 525 km od Dušanbe. Chorog je turistickým centrem Pamíru, kterým prochází všechny trasy. Je to jedno z nejvýše položených měst v postsovětském regionu a nejvýše položené město Tádžikistánu.
Během roku je málo srážek. Průměrná teplota vzduchu je 9,3 °C. Ročně spadne asi 276 mm srážek.

## Historie
Chorog byl založen na konci 19. století v rámci územní expanze Ruské říše. Nejdříve byla postavena ruská pevnost a na okolním území byla vyhlášena provincie Ruský Pamír. V roce 1925 byla vyhlášena provincie Horský Badachšán a Chorog se stal jejím správním střediskem. Zároveň se stal součástí Tádžické SSR. V roce 1932 získal Chorog status města.
Během tádžické občanské války se v Chorogu nebojovalo, nicméně byl jedním z míst, kde se badachšánští islamisté stýkali s Taliby.
V roce 1996 byla v Chorogu zřízena vojenská základna pro ruské a kazachstánské vojáky. Hlavním úkolem bylo zabezpečit tádžicko-afghánskou hranici.
V červenci 2012 propukly ve městě boje mezi tádžickými vládními silami prezidenta Emómalí-ji Rahmóna a opozicí.
V letech 2014, 2018 a 2021 se v Chorogu konaly demonstrace proti podezření z porušování lidských práv ze strany bezpečnostních složek.

## Doprava
Spojení se světem zajišťuje Pamírská dálnice. Do Afghánistánu vede přes řeku most. Chorog také disponuje letištěm pro malá letadla.

## Ekonomie
Město se nachází v jedné z nejchudších oblastí Tádžikistánu, většina tamních příjmů pochází z humanitární organizace Aga Khan Foundation. Nicméně město disponuje vlastní univerzitou, dvanácti školami a několika nemocnicemi. 